# Miano
Miano es un barrio de la ciudad de Nápoles, en Italia. Forma parte de la Municipalità 7 junto a Secondigliano y San Pietro a Patierno.
Situado en la zona norte de la ciudad, limita con los siguientes barrios: al norte con Scampia, al este con Secondigliano, al sur con San Carlo all'Arena y al oeste con Piscinola.
Tiene una superficie de 1,87 km² y una población de 23.896 habitantes.

## Historia
Antes de ser incorporado a la ciudad de Nápoles durante la época fascista, Miano fue un casale. Los casali eran pequeños aglomerados de casas rurales que rodeaban Nápoles y pertenecían al Estado (casale demaniale) o a familias nobles (casale feudale).
En el Placito de Capua, hoy conservado en Montecassino, 18 documentos notariales que datan desde 904 hasta 1034 tratan del casale demaniale de Miano.

## Sitios de interés
- Iglesia de Maria Santissima Assunta in Cielo.[6]
- La Birreria. En 1953, tras el cierre del establecimiento de Capodimonte, la empresa de cerveza Birra Peroni abrió una nueva planta en Miano, que representó el principal centro de actividad económica del barrio hasta su cierre en el 2005. En 2012, el Ayuntamiento de Nápoles aprobó el proyecto de recalificación del área, con la construcción de un amplio complejo multifuncional llamado La Birreria (en italiano, La Cervecería). Con una superficie de 10 hectáreas, comprende servicios públicos, zonas de entretenimiento, centros de bienestar y relajación, áreas residenciales, zonas comerciales y un parque público de 6000 m².[7][8][9]

## Transporte
El eje viario principal es la calle homónima (Via Miano), que comienza en el Tondo di Capodimonte y llega hasta el cuadrivio de Secondigliano, cruzando todo el barrio.
Miano es servido por las líneas de autobús de ANM (Azienda Napoletana Mobilità).
Están en fase de construcción dos estaciones de la Línea 1 del metro de Nápoles, Miano y Regina Margherita, en las calles homónimas; las dos estaciones también formarán parte de la Línea Arcobaleno. Esto hará que el barrio esté directamente conectado al resto de la ciudad y a los municipios de Mugnano di Napoli, Melito di Napoli, Giugliano in Campania, Aversa, Teverola, Macerata Campania y Santa Maria Capua Vetere, llegando así hasta la Provincia de Caserta.